# Dominik Behr
Dominik Behr (Wurzburgo, 4 de marzo de 1981) es un deportista alemán que compitió en esgrima, especialista en la modalidad de florete.
Ganó seis medallas en el Campeonato Mundial de Esgrima entre los años 2003 y 2009, y tres medallas en el Campeonato Europeo de Esgrima entre los años 2001 y 2009.

## Palmarés internacional
| Campeonato Mundial | Campeonato Mundial      | Campeonato Mundial | Campeonato Mundial  |
| Año                | Lugar                   | Medalla            | Prueba              |
| ------------------ | ----------------------- | ------------------ | ------------------- |
| 2003               | La Habana (Cuba)        | Medalla de bronce  | Florete por equipos |
| 2005               | Leipzig (Alemania)      | Medalla de bronce  | Florete por equipos |
| 2006               | Turín (Italia)          | Medalla de plata   | Florete por equipos |
| 2007               | San Petersburgo (Rusia) | Medalla de plata   | Florete por equipos |
| 2008               | Pekín (China)           | Medalla de plata   | Florete por equipos |
| 2009               | Antalya (Turquía)       | Medalla de plata   | Florete por equipos |
| Campeonato Europeo |                         |                    |                     |
| Año                | Lugar                   | Medalla            | Prueba              |
| 2001               | Coblenza (Alemania)     | Medalla de oro     | Florete por equipos |
| 2007               | Gante (Bélgica)         | Medalla de oro     | Florete por equipos |
| 2009               | Plovdiv (Bulgaria)      | Medalla de bronce  | Florete por equipos |